# Liste der Kulturdenkmäler in Deidesheim
In der Liste der Kulturdenkmäler in Deidesheim sind alle Kulturdenkmäler der rheinland-pfälzischen Stadt Deidesheim aufgeführt. Grundlage ist die Denkmalliste des Landes Rheinland-Pfalz (Stand: 19. Dezember 2024).

## Denkmalzonen
| Bezeichnung                    | Lage | Baujahr                 | Beschreibung | Bild                           |
| ------------------------------ | --- | ----------------------- | --- | ------------------------------ |
| Denkmalzone Friedhof           | Platanenweg/Friedhofsweg Lage | 1593                    | 1593 erstmals erwähnt, 1849 erweitert, Ummauerung des 18. und 19. Jahrhunderts, teilweise eventuell älter; Friedhofskapelle, barocker Saalbau, bezeichnet 1619, Erweiterung 1965; Grabmäler: M. Kuhn, neubarock, um 1890 von G. Rieber, Wachenheim; A. Rutz, um 1890 von S. Brucker; J. Klenger, neubarock; G. Weitlauff († 1880) von Ph. Luttenberger, Bad Dürkheim; C. Kern, neugotisch; Familie Bassermann-Jordan, aufwändige Neurenaissance-Anlage, letztes Viertel des 19. Jahrhunderts; H. und E. Herberger, zwei Grabkreuze, um 1880; Familie Koch-Herzog, Muschelkalk, um 1920; Familie Seiler, um 1920 von Friedrich Kurz, Mannheim; F. Funk, Kindergrabmal, um 1915, Marmorengel um 1900; W. M. Schmitt († 1784), spätbarock; M. Strikel († 1790), klassizistisch; A. Leidenheimer, Grabkreuz um 1890; A. und G. Biffar, zwei neugotische Rotsandsteingrabsteine, um 1850 von Ph. Wirth, Bad Dürkheim; M. B. Görg († 1837), neugotisch; zwei Grabkreuze, um 1880/90; F. I. Eckel († 1842), neugotisch; C. Boudes († 1842), spätklassizistisch: S. Walther († 1859); H. Dietz († 1827), spätbarock; drei von Staketenzaun eingefriedete Grabmäler, spätklassizistisch und gründerzeitlich | weitere Bilder Fotos hochladen |
| Denkmalzone Jüdischer Friedhof | Platanenweg Lage | 1718                    | 1718 erstmals erwähnt, 1908 erweitert, Portal 1888, lebender Zaun; 95 Grabsteine, 1712 bis 1933, einer der ältesten jüdischen Friedhöfe im Landkreis | weitere Bilder Fotos hochladen |
| Denkmalzone Ortskern           | Bahnhofstraße, Bennstraße, Bleichstraße, Grottenmauergasse, Heumarktstraße, Johannes-Mungenast-Straße, Ketschauerhofstraße, Kirchgasse, Kirschgartenstraße, Königsgarten, Marktplatz, Pfarrgasse, Prinz-Ruprecht-Straße, Schloßstraße, Spitalgasse, Stadtmauergasse, Wassergasse, Weedgasse, Weinstraße Lage | ab dem 12. Jahrhundert  | Fläche der mittelalterlichen Stadt einschließlich Stadtmauergraben, mit Kirche, Rathaus, Marktplatz, Hofanwesen, Bauerngehöften, Kleinbauernhöfen; die Feinstruktur mindestens seit dem 18. Jahrhundert bewahrt, Baubestand aus dem 12. und 13. bis ins 20. Jahrhundert, mehrheitlich aus dem 18. Jahrhundert; durch Vielfalt und Qualität eines der bedeutungsvollsten Kulturdenkmäler des Landkreises | Fotos hochladen                |
| Denkmalzone Heidenlöcher       | nordwestlich des Ortes auf dem Kirchberg Distrikt Auf der Altmühle Lage | 9. oder 10. Jahrhundert | Reste einer wohl spätkarolingischen Fliehburg, 9. oder 10. Jahrhundert; eingefasst von einer Ringmauer auf ovalem Grundriss, von der Reste erhalten sind, zwei Tore, Grundmauern von etwa 65 Gebäuden | weitere Bilder Fotos hochladen |

## Einzeldenkmäler
| Bezeichnung                             | Lage | Baujahr                                | Beschreibung | Bild                           |
| --------------------------------------- | --- | -------------------------------------- | --- | ------------------------------ |
| Stadtbefestigung                        | Burggasse 7/9, Heumarktstraße 20, Spitalgasse 9, Spitalgasse 21, 23, Spitalgasse 37, Stadtmauergasse 8–56 (gerade Nummern) und 62, Stadtmauergasse 34, 46, Weinstraße 63, 66 | ab 1350                                | Stadtmauer mit Graben, ab 1350 errichtet, Teile der Mauer und sechs Türme erhalten: - Pulverturm (Burggasse 7/9) - Rothenturm (Spitalgasse 9) - Multenturm (Spitalgasse 37) - Turmrest (Stadtmauergasse 34) - Turm (Weinstraße 63) - Reste des Wachhauses des südlichen Stadttores (Weinstraße 66) - Stadtmauer (Stadtmauergasse 46 und Spitalgasse 21/23) | weitere Bilder Fotos hochladen |
| Synagoge                                | Bahnhofstraße 19 Lage | 1852                                   | ehemalige Synagoge; Gelbsandsteinquaderbau mit Walmdach, neuromanische Motive, 1852 | weitere Bilder Fotos hochladen |
| Skulptur                                | Bahnhofstraße, an Nr. 23 Lage | um 1900                                | Figurennische mit Sandsteinskulpturengruppe, um 1900 | Fotos hochladen                |
| Altes Zollhäuschen                      | Bennstraße, Ecke Kaisergarten Lage | spätes 18. Jahrhundert                 | Gartenhäuschen, spätbarocker Walmdachbau, spätes 18. Jahrhundert | weitere Bilder Fotos hochladen |
| Pulverturm                              | Burggasse, hinter Nr. 7/9 Lage | zweite Hälfte des 14. Jahrhunderts     | zweigeschossiger Rundturm der Stadtbefestigung, zweite Hälfte des 14. Jahrhunderts | weitere Bilder Fotos hochladen |
| Torfahrt                                | Grottenmauergasse, an Nr. 13 Lage | 1717                                   | ehemalige Torfahrt, bezeichnet 1717 | BW                             |
| Torfahrt                                | Grottenmauergasse, an Nr. 20 Lage | 1763                                   | Torfahrt, bezeichnet 1763 | Fotos hochladen                |
| Brunnen                                 | Grottenmauergasse, bei Nr. 24 Lage | 1714                                   | Traggerüst eines ehemaligen Ziehbrunnens, bezeichnet 1714 | BW                             |
| Torfahrt                                | Heumarktstraße, an Nr. 1 Lage | 1516                                   | Torfahrt, spätgotisch, bezeichnet 1516 | weitere Bilder Fotos hochladen |
| Hofanlage                               | Heumarktstraße 3 Lage | 16. bis 18. Jahrhundert                | weitläufiger Winzerhof, 16. bis 18. Jahrhundert; spätbarockes Hochkellerhaus, wohl aus dem späten 18. Jahrhundert über Resten des 16. Jahrhunderts, Renaissance-Torfahrt, bezeichnet 1596, zum Hof ehemalige offene Halle, frühes 19. Jahrhundert, Nebengebäude im Kern aus dem 18. Jahrhundert | weitere Bilder Fotos hochladen |
| Wohnhaus                                | Heumarktstraße 9 Lage | spätes 18. oder frühes 19. Jahrhundert | Hochkellerhaus, spätes 18. oder frühes 19. Jahrhundert, im Kern älter (teilweise mittelalterlich ?), Torpfosten ehemals bezeichnet 1786 | Fotos hochladen                |
| Wohnhaus                                | Heumarktstraße 10 Lage | 1761                                   | Wohnhaus mit Nebentrakt, spätbarocke Putzbauten, Torfahrt bezeichnet 1761 | weitere Bilder Fotos hochladen |
| Wohnhaus                                | Heumarktstraße 11 Lage | 1700                                   | Doppelwohnhaus, teilweise Fachwerk, bezeichnet 1700, über älteren Resten, Torfahrt bezeichnet 1594 | weitere Bilder Fotos hochladen |
| Wohnhaus                                | Heumarktstraße 12 Lage | um 1800                                | eingeschossiges Fachwerkhaus, um 1800, über Hochkeller, wohl aus dem 16. Jahrhundert; straßen-/platzbildprägend | weitere Bilder Fotos hochladen |
| Torfahrt                                | Heumarktstraße, an Nr. 14 Lage | 1710                                   | Torfahrt, bezeichnet 1710; Türgewände, bezeichnet 1744 | Fotos hochladen                |
| Toranlage                               | Heumarktstraße, an Nr. 15 Lage | 1758                                   | Toranlage, Mannpforte und Torfahrt, bezeichnet 1758 | weitere Bilder Fotos hochladen |
| Torfahrt                                | Heumarktstraße, an Nr. 17 Lage | 1748                                   | Torfahrt, bezeichnet 1748 | Fotos hochladen                |
| Wohnhaus                                | Heumarktstraße 18 Lage | 1806                                   | nachbarocker Krüppelwalmdachbau, bezeichnet 1806, über Hochkeller, bezeichnet 1597, Toranlage, bezeichnet 1842; Wappenstein, bezeichnet 1725; straßenbildprägend | weitere Bilder Fotos hochladen |
| Stadtmauer                              | Heumarktstraße, in Nr. 20 Lage | zweite Hälfte des 14. Jahrhunderts     | in der Mauer des rückwärtigen Nebengebäudes zur Stadtmauergasse Teil der Stadtbefestigung, zweite Hälfte des 14. Jahrhunderts | weitere Bilder Fotos hochladen |
| Wohnhaus                                | Heumarktstraße 21 Lage | 18. Jahrhundert                        | spätbarockes Doppelwohnhaus über Hochkeller, 18. Jahrhundert, Torfahrt um 1600 | Fotos hochladen                |
| Pforte                                  | Heumarktstraße, an Nr. 23 Lage | 1709                                   | Mannpforte, spätbarock, bezeichnet 1709 | weitere Bilder Fotos hochladen |
| Ketschauer Hof                          | Ketschauerhofstraße 1 Lage | 1770–72                                | ehemaliger Ketschauer Hof; repräsentatives Winzergut; 1770–72, Architekt Franz Wilhelm Rabaliatti, nach Brand von 1815 Wiederherstellung 1816–20, Umbau mit Erweiterung und Aufstockung bezeichnet 1849, Architekt angeblich Hermann Nebel, Koblenz; großvolumiger Walmdachbau mit barocken und spätklassizistischen Motiven, Keller 18. Jahrhundert; Wappenreliefs, eins bezeichnet 1569; Grabplatte von 1430; eingeschossige Ökonomie, bezeichnet 1822, weitere Ökonomie, bezeichnet 1817 und 1853                 | weitere Bilder Fotos hochladen |
| Katholische Stadtpfarrkirche St. Ulrich | Kirchgasse 1 Lage | 1444                                   | spätgotische dreischiffige Basilika, Bruchstein; Chor bezeichnet 1473 (Vollendung?), Langhaus bezeichnet 1444 und 1461, Turm bezeichnet 1464, barocker Spitzhelm 1728, Treppentürmchen 16. Jahrhundert, gotische Sakristei, ehemalige Ölbergkapelle, um 1480; am Außenbau Grabplatten des 16. bis 18. Jahrhunderts; ortsbildprägend | weitere Bilder Fotos hochladen |
| Beinhaus                                | Kirchgasse, bei Nr. 1 Lage | Ende des 15. Jahrhunderts              | ehemaliges Beinhaus; Bruchsteinbau mit Walmdach, Ende des 15. Jahrhunderts | weitere Bilder Fotos hochladen |
| Friedhofskreuz                          | Kirchgasse, bei Nr. 1 Lage | nach 1554                              | ehemaliges Friedhofskreuz, Sandstein, nach 1554 | weitere Bilder Fotos hochladen |
| Hofanlage                               | Kirchgasse 9 Lage | 18. Jahrhundert                        | Dreiseithof, 18. Jahrhundert; spätbarocker Krüppelwalmdachbau, teilweise Fachwerk, Toranlage bezeichnet 1752 | weitere Bilder Fotos hochladen |
| Hofanlage                               | Kirchgasse 10 Lage | 1783                                   | heute Weingut Geheimer Rat Dr. von Bassermann-Jordan; spätbarockes Hochkellerhaus, bezeichnet 1783, Nebengebäude aus dem späten 18. und frühen 19. Jahrhundert, Rokoko-Wappenstein, bezeichnet 1768, zwei ehemalige Türstürze bezeichnet 1616 bzw. 1767; unter dem Wohnhaus Pfarrgasse 6 ein heute mit den übrigen Kellern verbundener Keller, bezeichnet 1536 | weitere Bilder Fotos hochladen |
| Wohnhaus                                | Königsgarten 9 Lage | 1820er Jahre                           | Walmdachbau, 1820er Jahre, Umbau mit Aufstockung, expressionistische Motive, 1929, Architekt Wendel Kerbeck; ortsbildprägend | weitere Bilder Fotos hochladen |
| Andreasbrunnen                          | Marktplatz Lage | 1851                                   | auch Marktbrunnen; Gusseisentrog, Neurenaissance, 1851, Entwurf angeblich Hermann Nebel, Koblenz; Eisenhütte Gienanth, Eisenberg | weitere Bilder Fotos hochladen |
| Dienheimer Hof                          | Marktplatz 1 Lage | frühes 19. Jahrhundert                 | ehemaliger Dienheimer Hof; winkelförmiger klassizistischer Krüppelwalmdachbau mit eingeschossigem Anbau, frühes 19. Jahrhundert, wohl mit älteren Resten, Hoftor bezeichnet 1806, späthistoristisches Kelterhaus mit Krüppelwalmdach, bezeichnet 1893; in der Gartenmauer Renaissancepforte, um 1600 | weitere Bilder Fotos hochladen |
| Torfahrt                                | Marktplatz, an Nr. 7 Lage | um 1600                                | Torfahrt, um 1600 (bezeichnet 1792 beim Neubau des Hauses); Brunnenschacht im Keller, 16. Jahrhundert | Fotos hochladen                |
| Spolie                                  | Marktplatz, an Nr. 8 Lage | 1595                                   | ehemaliger Schlussstein mit Wappenschild, bezeichnet 1595 | weitere Bilder Fotos hochladen |
| Historisches Rathaus                    | Marktplatz 9 Lage | zweites Viertel des 16. Jahrhunderts   | Krüppelwalmdachbau, zweites Viertel des 16. Jahrhunderts, Erneuerung 1709; Erdgeschoss mit ehemals geöffnetem Saal, bezeichnet 1532, Freitreppe und Portalvorbau, bezeichnet 1724, Stadtwappen bezeichnet 1821; Anbau mit Krüppelwalmdach, südlich Bau des 18. Jahrhunderts | weitere Bilder Fotos hochladen |
| Villa                                   | Niederkircher Straße 8 Lage | 1897                                   | repräsentative späthistoristische Villa mit Walmdach bzw. Mansardwalmdach, bezeichnet 1897, eingeschossiges Wirtschaftsgebäude mit ehemaligem Kelterhaus | Fotos hochladen                |
| Winzergut                               | Niederkircher Straße 13 und 15 Lage | zweite Hälfte des 19. Jahrhunderts     | Winzergut, zweite Hälfte des 19. Jahrhunderts; Nr. 13 spätklassizistischer Rotsandsteinbau, Keller bezeichnet 1879, Nr. 15 repräsentative Neurenaissance-Villa mit Mansarddach, 1899, Architekt Wilhelm Schulte I., Neustadt, im Garten Borkenhaus; bauliche Gesamtanlage | weitere Bilder Fotos hochladen |
| Wohnhaus                                | Pfarrgasse 1 Lage | 1554                                   | eingeschossiger, im Kern spätgotischer Putzbau, bezeichnet 1554 und 1839 (überformt und wohl unterkellert) | Fotos hochladen                |
| Portal                                  | Pfarrgasse, an Nr. 2 Lage | zweite Hälfte des 17. Jahrhunderts     | Rechteckportal, wohl aus der zweiten Hälfte des 17. Jahrhunderts | BW                             |
| Pforte                                  | Pfarrgasse, zu Nr. 3 Lage |                                        | in der Gartenmauer: gotische Spitzbogenpforte, heute vermauert | Fotos hochladen                |
| Torfahrt                                | Roßmühle, an Nr. 5 Lage | um 1600                                | Torfahrt, Renaissance, um 1600 | Fotos hochladen                |
| Kriegerdenkmal                          | Schloßstraße Lage | um 1930                                | Kriegerdenkmal 1914/18 und 1939/45, monumentale Anlage, um 1930 von Ludwig Kern, Speyer, nach 1945 erweitert | weitere Bilder Fotos hochladen |
| Schloss Deidesheim                      | Schloßstraße 2, 4, 6, 6a Lage | 13. oder 14. Jahrhundert               | ehemaliges fürstbischöfliches Schloss; Reste der mittelalterlichen Burg, 13. oder 14. Jahrhundert; Reste des Schlossbaus, 1739–46, Architekt Johann Georg Stahl, Bruchsal; zwei Hofanlagen mit zwei fluchtenden Wohnbauten mit Krüppelwalmdächern, Anfang des 19. Jahrhunderts (bezeichnet 1810 und 1817), Wirtschaftsflügel von Nr. 4 bezeichnet 1808, Nr. 6 1820; Nr. 2 Dreiseithof, stattliches klassizistisches Wohnhaus mit Krüppelwalmdach, um 1830                                                            | weitere Bilder Fotos hochladen |
| Türsturz                                | Spitalgasse, an Nr. 1 Lage | 1763                                   | Türsturz, bezeichnet 1763 | weitere Bilder Fotos hochladen |
| Wohnhaus                                | Spitalgasse 7 Lage | um 1820                                | Fachwerk-Doppelwohnhaus, um 1820 | weitere Bilder Fotos hochladen |
| Rothenturm                              | Spitalgasse, an Nr. 9 Lage | zweite Hälfte des 14. Jahrhunderts     | dreiviertelrunder, zweigeschossiger Turm der Stadtbefestigung, zweite Hälfte des 14. Jahrhunderts; Umnutzung zu Wohngebäude im 18. Jahrhundert | weitere Bilder Fotos hochladen |
| Stadtmauer                              | Spitalgasse, zwischen Nr. 21 und 23 Lage | zweite Hälfte des 14. Jahrhunderts     | 10 m langes Teilstück der Stadtmauer mit Konsolsteinen, zweite Hälfte des 14. Jahrhunderts | weitere Bilder Fotos hochladen |
| Multenturm                              | Spitalgasse, bei Nr. 37 Lage | zweite Hälfte des 14. Jahrhunderts     | fast freistehender, verputzter Turm der Stadtbefestigung, zweite Hälfte des 14. Jahrhunderts; im 18. oder 19. Jahrhundert für Wohnnutzung ausgebaut | weitere Bilder Fotos hochladen |
| Stadtmauer                              | Stadtmauergasse, in Nr. 8–56 (gerade Nummern) und 62 Lage | zweite Hälfte des 14. Jahrhunderts     | in Fundamenten und Rückwänden bauliche Reste der Stadtbefestigung, zweite Hälfte des 14. Jahrhunderts | BW                             |
| Torfahrt                                | Stadtmauergasse, an Nr. 15 Lage | 1595                                   | Torfahrt, spätgotisch, bezeichnet 1595 | weitere Bilder Fotos hochladen |
| Relief                                  | Stadtmauergasse, an Nr. 16 Lage | um 200                                 | römischer Reliefstein, Minerva, um 200 nach Christus | BW                             |
| Wohnhaus                                | Stadtmauergasse 16a Lage | um 1830/40                             | sandsteingegliederter Putzbau, im Kern um 1830/40, Erweiterung und Neurenaissance-Überformung 1882–84; unter dem Garten Gewölbekeller, 1882; straßenbildprägend | weitere Bilder Fotos hochladen |
| Torfahrt                                | Stadtmauergasse, an Nr. 17 Lage | um 1600                                | spätgotische Torfahrt, um 1600; ehemaliges Türgewände, um 1600 | BW                             |
| Wohnhaus                                | Stadtmauergasse 26 Lage | 1775                                   | kleines spätbarockes Zeilenwohnhaus, bezeichnet 1775 | weitere Bilder Fotos hochladen |
| Stadtmauerturm                          | Stadtmauergasse, in Nr. 34 Lage | zweite Hälfte des 14. Jahrhunderts     | im rückwärtigen Teil des Wohnhauses Rest eines Stadtmauerturmes; Bruchstein-Rundturm mit Schlitzöffnungen, zweite Hälfte des 14. Jahrhunderts; Veränderungen durch Wohnnutzung | BW                             |
| Wohnhaus                                | Stadtmauergasse 46 Lage | nach 1689                              | kleines, einfaches Wohnhaus, nach dem Brand von 1689 an der Stadtbefestigung errichtet; rückwärtige einbezogen Teile der Stadtmauer und eines halbrunden Stadtmauerturmes | Fotos hochladen                |
| Keller                                  | Turmstraße, zu Nr. 1 Lage | 17. und 18. Jahrhundert                | tonnengewölbte Keller, 17. und 18. Jahrhundert; ehemaliger Schlussstein, bezeichnet 1629 | BW                             |
| Torfahrt                                | Weedgasse, an Nr. 9/11 Lage | 1591                                   | Torfahrt, bezeichnet 1591 | BW                             |
| Protestantische Pfarrkirche             | Weedgasse 10/12 Lage | 1874                                   | schlichter Saalbau, 1874 (Umbau einer Scheune, 1864, Architekt Heinrich Erfle, Bad Dürkheim), Erweiterung 1956, Architekt Fritz Höckelsberger, Deidesheim; neuromanischer Turm, 1890/91, Architekt Conrad Rettinger, Neustadt an der Weinstraße | weitere Bilder Fotos hochladen |
| Wohnhaus                                | Weingasse 5 Lage | 1803                                   | nachbarocker Putzbau, 1803, auf Resten um 1600 | Fotos hochladen                |
| Torfahrt                                | Weingasse, an Nr. 11 Lage | 1707                                   | Torfahrt, bezeichnet 1707 | weitere Bilder Fotos hochladen |
| Torfahrtfragment                        | Weingasse, an Nr. 14 Lage | um 1600                                | Torfahrtfragment, Renaissance-Sandsteinpfeiler, um 1600 | weitere Bilder Fotos hochladen |
| Toranlage                               | Weingasse, zwischen Nr. 16 und 22 Lage | 1483                                   | Reste der spätmittelalterlichen Toranlage, zwei Sandsteinpfeiler, einer bezeichnet 1483 | Fotos hochladen                |
| Torfahrt                                | Weingasse, an Nr. 24 Lage | 1631                                   | Renaissance-Pfosten und Korbbogen, bezeichnet 1631 und 1775 | Fotos hochladen                |
| Wohnhaus                                | Weingasse 26 Lage | 18. Jahrhundert                        | spätbarockes L-förmiges Wohnhaus, 18. Jahrhundert, wohl über älteren Resten, Renaissance-Torfahrt, bezeichnet 1600, hofseitig hölzerne Galerie | weitere Bilder Fotos hochladen |
| Wohnhaus                                | Weingasse 28 Lage | 1721                                   | spätbarockes Wohnhaus mit Torfahrt, bezeichnet 1721, wohl über Resten des 17. und 18. Jahrhunderts | weitere Bilder Fotos hochladen |
| Villa                                   | Weinstraße 3 Lage | 1886–89                                | repräsentative Villa, 1886–89, Architekten Schaepers und Voß, Mannheim; späthistoristischer sandsteingegliederter Backsteinbau mit Krüppelwalmdach, Ökonomie mit Fachwerkkniestock und Krüppelwalmdach, bezeichnet 1886 | weitere Bilder Fotos hochladen |
| Wohnhaus                                | Weinstraße 4 Lage | um 1850                                | Wohnhaus der Weinkellerei Eckel; großvolumiger eingeschossiger Putzbau über Hochkeller, Kreuzdach, um 1850 | Fotos hochladen                |
| Villa                                   | Weinstraße 5 Lage | 1890                                   | anspruchsvolle späthistoristische Villa, 1890, Architekt Fr. Huber, Neustadt; kubischer Walmdachbau, Gartenpavillon mit Zeltdach, 1789 | weitere Bilder Fotos hochladen |
| Weingut von Winning                     | Weinstraße 10 Lage | 1847–49                                | Winzergut, 1847–49, Architekt Hermann Nebel, Koblenz; zweieinhalbgeschossiger kubischer Sandsteinquaderbau, Walmdach mit Aussichtsplattform, Garten mit Grotte und neubarocker Puttengruppe; Packhalle, 1905 | weitere Bilder Fotos hochladen |
| Wohnhaus                                | Weinstraße 14 Lage | 1824                                   | nachbarocker Putzbau mit Krüppelwalmdach, Nebentrakt mit Torfahrt, bezeichnet 1824 | weitere Bilder Fotos hochladen |
| Weingut Reichsrat von Buhl              | Weinstraße 16 und 18 Lage | um 1770                                | stattlicher spätbarocker Winzerhof; Nr. 16 Flügelbau mit Walmdach, um 1770; Nr. 18 Winkelbau mit Walmdach, bezeichnet 1789; Toranlage spätes 18. Jahrhundert; Nebengebäude 18. und 19. Jahrhundert; straßenbildprägend | weitere Bilder Fotos hochladen |
| Hofanlage                               | Weinstraße 19 Lage | 1783                                   | spätbarocker Winzerhof; Winkelbau, teilweise Fachwerk, mit Torfahrt, bezeichnet 1783 | Fotos hochladen                |
| Wohnhaus                                | Weinstraße 20 Lage | spätes 18. Jahrhundert                 | spätbarockes Winzerhaus mit Torfahrt, spätes 18. Jahrhundert | Fotos hochladen                |
| Weingut Georg Siben Erben               | Weinstraße 21 Lage | um 1830/40                             | Dreiseithof, um 1830/40; historisierender Sandsteinquaderbau, Kuhstall mit Stutzkuppelgewölbe | weitere Bilder Fotos hochladen |
| Hofanlage                               | Weinstraße 23 Lage | 18. oder 19. Jahrhundert               | ehemaliger Winzerhof, 18. oder 19. Jahrhundert; spätbarocker Walmdachbau auf L-förmigem Grundriss, Torfahrt bezeichnet 1777, Erweiterung um 1890, Treppenhausturm mit Walmdach; spätbarocke Walmdach-Scheune | weitere Bilder Fotos hochladen |
| Spolie                                  | Weinstraße, zu Nr. 25 Lage | 1593                                   | Stein mit Steinmetzzeichen an einem Nebengebäude, bezeichnet 1593 | BW                             |
| Hofanlage                               | Weinstraße 26 Lage | 1738                                   | spätbarocke Hofanlage; sandsteingegliederter Putzbau, bezeichnet 1738, im Hof offene Galerie, Torfahrt wohl von 1595, Scheune über Resten von 1595 | Fotos hochladen                |
| Torfahrt                                | Weinstraße, an Nr. 27 Lage | um 1600                                | Torfahrt, um 1600 | weitere Bilder Fotos hochladen |
| Torfahrt                                | Weinstraße, an Nr. 28 Lage | 1775                                   | Torfahrt, spätbarock, bezeichnet 1775 | Fotos hochladen                |
| Deidesheimer Hof                        | Weinstraße 29 Lage | 1703                                   | barocke, im frühen 20. Jahrhundert überformte Hofanlage; stattlicher Winkelbau, bezeichnet 1703, Nischenfigur um 1710; platzbildprägend | weitere Bilder Fotos hochladen |
| Wohn- und Gasthaus Zur Kanne            | Weinstraße 31 Lage | um 1710                                | spätbarocker Mansardgiebeldachbau, um 1710 auf älteren Resten, Umbau 1731 und kurz nach 1876; rückwärtig Torbogen und Gewändereste einer ehemaligen Gartenpforte, um 1600; platzbildprägend | weitere Bilder Fotos hochladen |
| Wohnhaus                                | Weinstraße 32 Lage | um 1900                                | gründerzeitlicher Gelbsandsteinbau mit Mansardwalmdach, um 1900 | weitere Bilder Fotos hochladen |
| Hofanlage                               | Weinstraße 34 Lage | 16. und 17. Jahrhundert                | ehemalige Hofanlage, im Kern aus dem 16. und 17. Jahrhundert, heutiges Erscheinungsbild aus dem 18. Jahrhundert mit Veränderungen; Wohnhaus mit spätgotischer Torfahrt, bezeichnet 1546; ehemalige Küche, 16. Jahrhundert; bei der Scheune, 18. Jahrhundert, Kellerabgang bezeichnet 1630 | weitere Bilder Fotos hochladen |
| Adelshof der Übelhirn von Böhl          | Weinstraße 35 Lage | vor 1500                               | wohl Teil des ehemaligen Adelshofes der Übelhirn von Böhl; Komplex aus zwei Wohnhäusern, im Kern eventuell mittelalterlich, im 16. Jahrhundert, um 1700 und später verändert; Walmdachbau, teilweise Fachwerk, bezeichnet 1700, Kellerabgang bezeichnet 1561 (?), rückwärtiges Wohnhaus, teilweise Fachwerk, wohl um 1700, mit spätgotischer Biforie, 14. Jahrhundert, Torfahrt mit Wappen, bezeichnet 1598 | weitere Bilder Fotos hochladen |
| Bürgerspital mit Spitalkapelle          | Weinstraße 39/41 Lage | zweite Hälfte des 15. Jahrhunderts     | ehemaliges Bürgerspital, Sakristeianbau, 1745, Architekt Johann Georg Stahl, Bruchsal; spätgotische Spitalkapelle, zweite Hälfte des 15. Jahrhunderts, Dachreiter 18. oder 19. Jahrhundert; zwei Priestergrabsteine, 18. Jahrhundert; sogenannter Pfründnerbau mit Walmdach, im Kern aus dem 16. Jahrhundert, nach 1945 vereinfacht wiederaufgebaut; Brücke über die Spitalgasse; sogenannter Küchel- und Zwerchbau, 1743/44, Architekt Johann Georg Stahl; Bruchsteinmauer, Pforte mit Spolien des 16. Jahrhunderts | weitere Bilder Fotos hochladen |
| Weingut Dietz-Matti                     | Weinstraße 40 Lage | 1487                                   | Vierseithof; großvolumiges Eckwohnhaus, im Kern eventuell spätgotisch, bezeichnet 1487, Fachwerkobergeschoss um 1700 | weitere Bilder Fotos hochladen |
| Hofanlage                               | Weinstraße 49 und 51 Lage | spätes 18. Jahrhundert                 | ehemaliger Winzerhof, spätes 18. Jahrhundert; Nr. 51 spätbarocker Walmdachbau, klassizistische Toranlagen; Nr. 49 ehemaliges Altenteil, Aufstockung 1840/50, Schuppen um 1880; straßenbildprägend | weitere Bilder Fotos hochladen |
| Wohnhaus                                | Weinstraße 50 Lage | spätes 18. Jahrhundert                 | spätbarockes Wohnhaus mit Krüppelwalmdach, spätes 18. Jahrhundert, Tor, Gusseisen, um 1880 | weitere Bilder Fotos hochladen |
| Weingut Kimich                          | Weinstraße 54 Lage | 1816                                   | spätklassizistischer Putzbau über Hochkeller, Torfahrt, 1816; Gartenpavillon, Gusseisen, um 1870/80; Abschlussmauer 18. Jahrhundert; straßenbildprägend | weitere Bilder Fotos hochladen |
| Weingut Mehling                         | Weinstraße 55 Lage | 18. Jahrhundert                        | Vierseithof; spätbarockes Zeilenwohnhaus auf L-förmigem Grundriss, 18. Jahrhundert, Nebengebäude im Kern aus dem 18. Jahrhundert; mit Nr. 60 straßenbildprägend | Fotos hochladen                |
| Hofanlage                               | Weinstraße 57 Lage | 1715                                   | spätbarocke Hofanlage, bezeichnet 1715; barockes Wohnhaus, teilweise Zierfachwerk, frühes 18. Jahrhundert, Bruchstein-Scheune, teilweise Fachwerk | weitere Bilder Fotos hochladen |
| Hofanlage                               | Weinstraße 60 Lage | 18. Jahrhundert                        | Winzerhof, 18. Jahrhundert; spätbarockes Zeilenwohnhaus mit Walmdach, im Hof großer Bruchstein-Hochkeller | weitere Bilder Fotos hochladen |
| Stadtmauerturm                          | Weinstraße, zu Nr. 63 Lage | zweite Hälfte des 14. Jahrhunderts     | in der Scheune zur Spitalgasse Turm der Stadtbefestigung; runder zweigeschossiger Bruchsteinturm, zweite Hälfte des 14. Jahrhunderts | weitere Bilder Fotos hochladen |
| Wohnhaus                                | Weinstraße 80 Lage | um 1860                                | großvolumiger sandsteingegliederter Putzbau mit Kniestock, um 1860; straßenbildprägend | weitere Bilder Fotos hochladen |
| Weinbergshäuschen                       | nördlich des Ortes; Flur Breitenerde Lage | 18. Jahrhundert                        | Weinbergshäuschen, Trullo, kleiner Rundbau mit Kragkuppel, 18. Jahrhundert | weitere Bilder Fotos hochladen |
| Hahnenböhler Kreuz                      | nördlich des Ortes; Flur Im Hahnenböhl Lage | 1886                                   | eisernes Doppelkreuz auf Kalkfelsen, bezeichnet 1886 | weitere Bilder Fotos hochladen |
| Loogfels A                              | nördlich des Ortes am Eingang ins Margarethental Lage | 1770                                   | Loogfels, bezeichnet 1770 | weitere Bilder Fotos hochladen |
| Wegekreuz                               | nördlich des Ortes an der L 516; Flur In der Maushöhle Lage | spätes 19. Jahrhundert                 | Wegekreuz, Rotsandstein, spätes 19. Jahrhundert | weitere Bilder Fotos hochladen |
| Weißes Kreuz                            | nordöstlich des Ortes; Flur Klostergarten Lage | Mitte des 18. Jahrhunderts             | Wegekreuz, Sandstein, Mitte des 18. Jahrhunderts, Metallkorpus 1892 | weitere Bilder Fotos hochladen |
| Wegekreuz                               | nordöstlich des Ortes an der L 527; Flur Pflanzgarten Lage | spätes 13. Jahrhundert                 | Nischenkreuz, Rotsandstein, Kreuz aus einer gotischen Grabplatte, spätes 13. Jahrhundert | weitere Bilder Fotos hochladen |
| Wegekreuz                               | nordöstlich des Ortes an der L 528; Flur Am Gutenberg Lage | 1900                                   | Wegekreuz, Sandstein, 1900, Metallkorpus 1932 | weitere Bilder Fotos hochladen |
| Bildstock                               | nordwestlich des Ortes; Flur Grainhübel Lage | 1431                                   | Bildstock, Kreuzigungsgruppe mit den Heiligen Katharina und Barbara, Sandstein, 1431; seitlich zwei kleine Sühnekreuze, 15. oder 16. Jahrhundert | weitere Bilder Fotos hochladen |
| Bildstock                               | nordwestlich des Ortes; Flur Kehr Lage | 1816                                   | toskanische Säule mit nachbarockem Aufsatz, Gelbsandstein, bezeichnet 1816 | weitere Bilder Fotos hochladen |
| Hinkelstein                             | nordwestlich des Ortes; Distrikt Waldberg Lage |                                        | Loogfels Nr. 255 | weitere Bilder Fotos hochladen |
| Weinbiet-Stein                          | südöstlich des Ortes; Distrikt Buchentaler Weg Lage |                                        | Loogfels | weitere Bilder Fotos hochladen |
| Wasserbehälter                          | südwestlich des Ortes; Flur Im Kraft Lage | 1898                                   | barockisierender Gelbsandsteinquaderbau, 1898 (oder 1907?), zwei Bronzetafeln, 1920, Architekt Ch. Lenz, Nürnberg | Fotos hochladen                |
| Wegekreuz                               | südwestlich des Ortes; Flur In der Mühle Lage | 1905                                   | Wegekreuz, Sandstein, Korpus in Blechhohlguss, 1905 | Fotos hochladen                |
| Kaffenstein                             | südwestlich des Ortes und südlich des Stabenbergs; Distrikt Haberäcker Lage                                                                                                  | 1654                                   | Loogfels, bezeichnet 1694, 1705, 1714, 1769, 1176, 1779, 1818, 1826; nahebei Felsplatte mit Monogrammen, bezeichnet 1654, 1680, 1826 | Fotos hochladen                |
| Loogfels                                | westlich des Ortes; Distrikt Mauerweg Lage | 1545                                   | Loogfels zu Gimmeldingen, bezeichnet 1545; benachbart ein weiterer Grenzstein | weitere Bilder Fotos hochladen |
| Michaelskapelle                         | westlich oberhalb Deidesheim auf einer Hangnase in halber Höhe des Kirch- oder Martenberges; Distrikt Auf der Altmühle Lage                                                  | um 1470                                | nach Verfall 1952 wiedererrichtete Wallfahrtskapelle; kleiner Saalbau, um 1470, 1662/63 erweitert, Dachreiter 1952; geringe Reste der sieben Kreuzwegstationen, vor 1718 | weitere Bilder Fotos hochladen |
| Spielstein                              | westlich des Ortes am Stabenberg; Distrikt Mittelberg Lage | 1930er Jahre                           | Loogfels, 1930er Jahre (?) | weitere Bilder Fotos hochladen |
| Schwehrstein                            | westlich des Ortes am Südhang des Stabenbergs Lage |                                        | Loogfels | weitere Bilder Fotos hochladen |
| Weiberschuh                             | westlich des Ortes am Vorderen Stoppelberg; Distrikt Vorderer Stoppelberg Lage                                                                                               |                                        | auch Christophel-Schuh; Loogfels Nr. 147 | weitere Bilder Fotos hochladen |
| Loogfels Nr. 102                        | westlich des Ortes auf dem Kreuzberg; Distrikt Speckschlag Lage | 1528                                   | Loogfels, bezeichnet 1528, 1676, 1764 | weitere Bilder Fotos hochladen |
| Turnerehrenmal                          | westlich des Ortes auf dem Waldberg; Distrikt Waldberg Lage | 1928                                   | turmartiger Bruchsteinbau mit Arkaden, 1928; auf halber Höhe Gedenkstein für die Opfer des Zweiten Weltkriegs, 1957 | weitere Bilder Fotos hochladen |
| Nonnenbrunz                             | westlich des Ortes beim Teufelsberg; Distrikt Speckschlag Lage | 1818                                   | Loogfels Nr. 101, bezeichnet 1818 | weitere Bilder Fotos hochladen |
| Pfannenstein                            | westlich des Ortes im Forster Tal; Distrikt Pfanne Lage | 1488                                   | auch Forster Pfann; Loogfels Nr. 202, bezeichnet 1488, 1784, 1789, 1818 | weitere Bilder Fotos hochladen |
| Loogfels Nr. 203                        | westlich des Ortes und östlich des Pfannensteins; Distrikt Pfanne Lage | 1534                                   | Loogfels Nr. 203, bezeichnet 1534 | weitere Bilder Fotos hochladen |

## Ehemalige Einzeldenkmäler
| Bezeichnung | Lage                                            | Baujahr                            | Beschreibung                                                                                  | Bild                           |
| ----------- | ----------------------------------------------- | ---------------------------------- | --------------------------------------------------------------------------------------------- | ------------------------------ |
| Wohnhaus    | Weinstraße 47 Lage                              | Zweite Hälfte des 18. Jahrhunderts | spätbarockes Wohnhaus, zweite Hälfte des 18. Jahrhunderts; um die Jahrtausendwende abgerissen | weitere Bilder Fotos hochladen |
| Wegekreuz   | nördlich des Ortes; Flur Im Herrgottsacker Lage | um 1925                            | Wegekreuz, Gelbsandstein, wohl um 1925, bauzeitliche Umfriedung; aus Denkmalliste gelöscht    | weitere Bilder Fotos hochladen |